# Depresión de Islandia

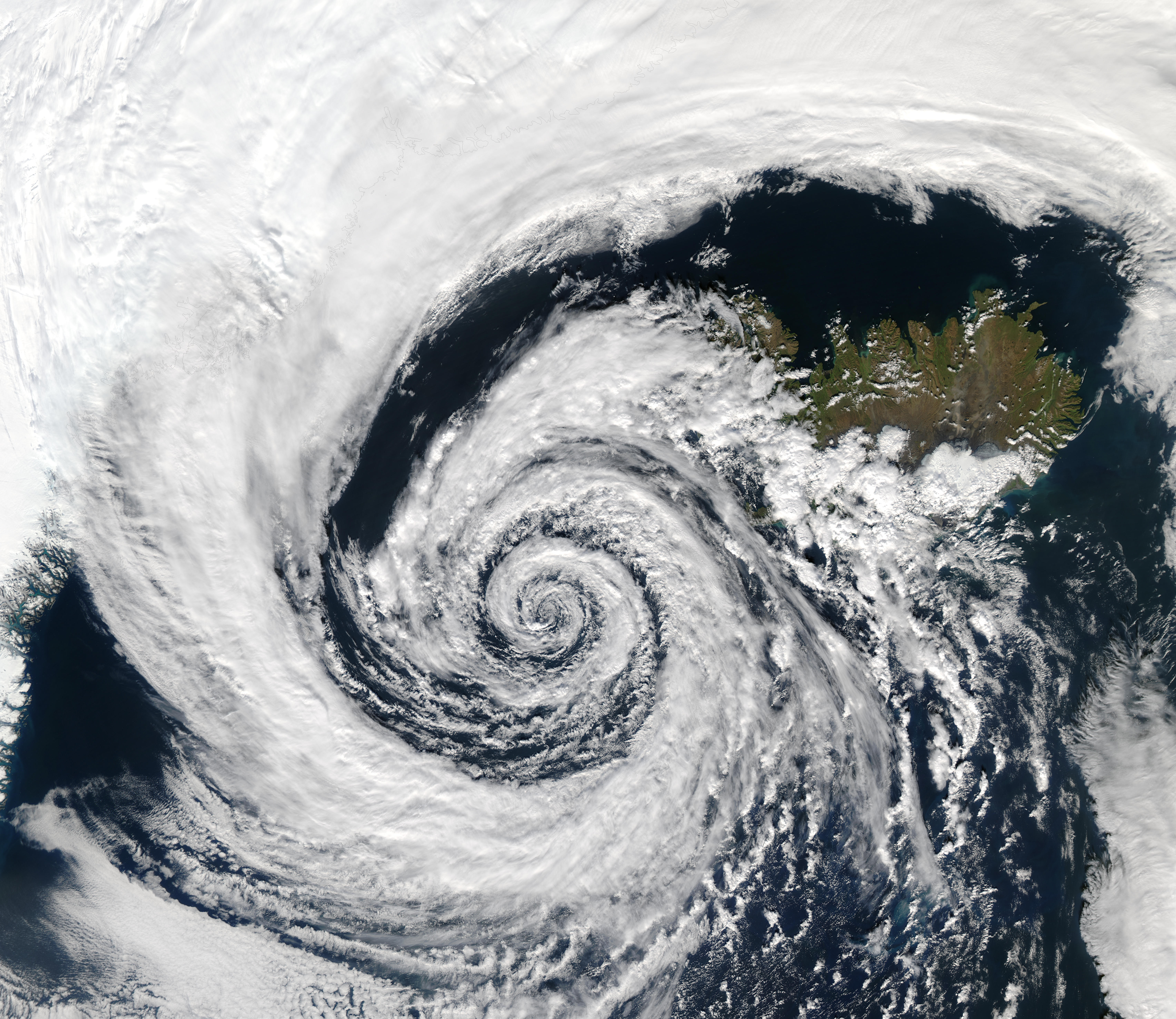
Un ciclón islandés el 4 de septiembre de 2003.

La depresión de Islandia es un centro de bajas presiones semipermanente que se encuentra entre Islandia y Groenlandia meridional y que se extiende en el invierno del hemisferio septentrional hacia el mar de Barents. En el verano se debilita y se divide en dos centros, uno cerca del estrecho de Davis y el otro al oeste de Islandia. Es el centro principal de acción en la circulación atmosférica del hemisferio norte, asociado con frecuente actividad ciclónica. Forma un polo de la oscilación del Atlántico Norte, el otro es el anticiclón de las Azores. 